# مانلیو بوزونی
مانلیو بوزونی (ایتالیایی: Manlio Busoni؛ ‏ ۱ october ۱۹۰۶ – ۱۰ ژوئن ۱۹۹۹) بازیگر اهل ایتالیا بود.
از فیلم‌هایی که وی در آن نقش داشته‌است، می‌توان به حیف که او بدذات است و مؤسسهٔ ریکوردی اشاره کرد.